# Distrofia di Meesmann
La distrofia di Meesmann (in sigla MECD) è una rara forma congenita di distrofia corneale che si manifesta fin dalla prima infanzia,  caratterizzata da minuscole opacità, dovute a microcisti o vacuoli nell'epitelio corneale centrale e, in minore misura, nella cornea periferica, che hanno un limitato impatto sulla vista.
Nelle persone con distrofia corneale di Meesmann, le cisti possono comparire già nel primo anno di vita. Di solito influenzano entrambi gli occhi e aumentano di numero nel tempo. Le cisti di solito non causano alcun sintomo fino alla tarda adolescenza o all'età adulta, quando iniziano a rompersi sulla superficie della cornea e causano irritazione.
Prende il nome dall'oftalmologo Alois Meesmann che la descrisse nel 1938.
Nel 1954 Frederick W. Stocker e L. Byerly Holt hanno pubblicato un rapporto su una distrofia a cui è stato attribuito il loro nome che è considerata però una variante della MECD.

## Epidemiologia
La prevalenza di questa distrofia corneale non è nota. La trasmissione è autosomica dominante.  Nella maggior parte dei casi, una persona affetta eredita la condizione da un genitore affetto. È stata descritta per la prima volta in una grande famiglia tedesca con oltre 100 membri interessati in più generazioni. Da allora, la condizione è stata riportata in individui e famiglie in tutto il mondo. Sono stati descritti numerosi casi in Danimarca, Germania, Giappone, negli Stati Uniti, in Arabia Saudita e in Polonia.

## Eziologia
La distrofia di Meesmann è causata da mutazioni del gene KRT3 sul cromosoma 12 locus q13.13 o KRT12  sul cromosoma 17 locus q21.2, che codificano per le due subunità della citocheratina dell'epitelio corneale. Questi geni forniscono istruzioni per la produzione di proteine chiamate cheratina 12 e cheratina 3, che si trovano nella citocheratina dell'epitelio corneale. La distrofia corneale di Stocker-Holt è una variante della MECD ed è causata dalla conversione dell'aminoacido Arg19Leu nella citocheratina 12.

## Clinica
La distrofia di Meesmann è caratterizzata da minuscole cisti, opache, simili a bolle rotonde-ovali, punteggiate distinte, che si formano nell'epitelio corneale centrale e, in misura minore, nella cornea periferica di entrambi gli occhi.  Le cisti sono estremamente difficili da vedere senza biomicroscopia a fessura. Hanno un diametro compreso tra 40 e 150 µm e negli anni crescono di numero e migrano verso la superficie della cornea.
Le lesioni si manifestano nel periodo neonatale fin dal primo anno di età. La MECD spesso rimane asintomatica fino alla mezza età, quando compare una lieve irritazione oculare intermittente, fotofobia, contrazioni delle palpebre, aumento della produzione lacrimale, sensazione di avere un corpo estraneo nell'occhio e incapacità di tollerare l'uso di lenti a contatto, appannamento saltuario della vista e astigmatismo irregolare. La malattia persiste per tutto l'arco della vita. Nei casi gravi, la cicatrizzazione sottoepiteliale produce una leggera opacizzazione grigiastra della cornea centrale. La sensibilità della cornea è normale.
Istopatologicamente, il reperto caratteristico è una "sostanza peculiare" intracitoplasmatica positiva alla reazione PAS, una raccolta di materiale fibrogranulare, che rappresenta i detriti cellulari all'interno delle cisti.

## Diagnosi
Diagnosticare una malattia genetica o rara può essere spesso una sfida. Gli operatori sanitari di solito esaminano la storia medica, i sintomi, l'esame fisico e i risultati dei test di laboratorio. Sono disponibili alcuni test genetici molecolari.

### Diagnosi differenziale
La diagnosi differenziale si pone con le altre forme di distrofia corneale, in particolare la distrofia corneale epiteliale di Lisch, ereditata per via x cromosomica, e la distrofia della membrana basale epiteliale.

## Trattamento
Il trattamento di solito non è necessario a meno che una persona non abbia sintomi. La maggior parte delle persone affette ha bisogno solo di un collirio  lubrificante. Se i sintomi sono più gravi, possono essere utilizzate lenti a contatto terapeutiche o colliri cicloplegici per una grave sensibilità alla luce.
Una soluzione ipertonica può essere somministrata se i sintomi peggiorano al risveglio.
Quando questi trattamenti non aiutano vengono tentate procedure chirurgiche e possono includere la rimozione dell'epitelio corneale anormale o la cheratectomia. Sono procedure con un alto rischio di recidiva in quanto la distrofia si riforma nell'epitelio rigenerato.
I ricercatori stanno anche valutando una forma di terapia genetica, chiamata RNA-interferenza con l’obiettivo di silenziare il gene mutato causa della distrofia corneale di Meesman.